# دایرکتوری (رایانه)

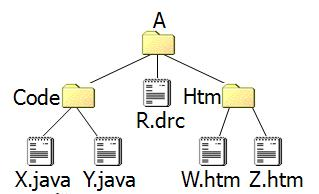
تصویری از فایل های کامپیوتر برای نمایش

دایرکتوری مکانی برای ذخیره فایل‌ها در کامپیوتر می‌باشد که مانند نمودار درختی دارای مسیر است. دایرکتوری برای ذخیره سازی، سازماندهی و جدا کردن فایل‌ها استفاده می‌شوند. برای مثال شما می‌توانید از یک دایرکتوری برای ذخیره تصاویر، سایر دایرکتوری‌ها و فایل‌ها استفاده کرد. دایرکتوری‌ها همچنین محلی برای ذخیره برنامه‌های نصب شده هستند.